# Дмитро Морикіт
Дмитро Морикіт (нар. 3 грудня 1956) — британський композитор і піаніст.

## Ранні роки життя та освіта
Морикіт народився в Нортгемптоні від батька-українця та матері-італійки, які були біженцями після Другої світової війни. Він навчався грати на фортепіано з п'яти років у Крістіни Гріффін, а пізніше — у Грема Майо. Він виграв приз за найкращу оригінальну композицію на Національному фестивалі студентської драми в 1977 році.

## Кар'єра
Морикіт переїхав до Единбургу у 1988 році після відвідин там Річарда Демарко. Він працював над композиціями для численних співпраць з танцювальними та театральними трупами. Морикіт супроводжував Демарко та інших митців у культурній поїздці до соціалістичної Польщі в 1989 році.
Ангусом Калдером і Міжнародною амністією у Шотландії замовили Морикіту в 1996 році виконання 12 віршів з музикою в Королівському залі під час візиту глав держав Британської співдружності до Единбурга.
У 2007 році Шотландський генеральний консул України доручив йому написати твір до 75-ї річниці Голодомору. В результаті співпраці з хореографом Стейнвором Палссоном вийшов танцювальний фільм «Портрет зла». Він створив твір для кількох короткометражних фільмів а в 2010 році з дозволу Браяна Мей влаштував повну музику Богемської рапсодії на фортепіано для супроводу протестного відео «Дональд Трамп робить Богемну рапсодію».
У 2014 році Морикіт створив і виконав двогодинну партитуру для супроводу класичного науково-фантастичного мовчазного фільму Метрополіс. Партитура поєднує нещодавно складені п'єси з низкою існуючих композицій Морикіта. Виконання та композиція отримали схвальні відгуки. Вперше твір було виконано в Пертширі а пізніше Морикіт здійснив гастролі по З'єднаному Королівству з концертом у Лондоні.
У 2015 році Морикіт створив і виконав новий концерт/партитуру для супроводу класичного німого фільму «Носферату» (1922) Ф. В. Мурнау., прем'єра якої відбулася на Хелловін у гільдійському залі Лестеру перед гастролями країною.
Партнером Морикіта є поетеса Хейзел Камерон.